# Lívia Drusa
Lívia Drusa ou Lívia Drusila (em latim: LIVIA•DRVSILLA, LIVIA•AVGVSTA; 30 de janeiro de 58 a.C. — Roma, 29 de setembro de 29), chamada de Júlia Augusta depois de 14 d.C., foi a primeira imperatriz-consorte romana, esposa do imperador Augusto por todo seu longo reinado. Ela era a mãe do imperador Tibério, de um casamento anterior, avó materna de Cláudio, bisavó paterna de Calígula e trisavó materna de Nero. Lívia foi deificada por Cláudio.

## Nascimento e primeiro casamento
Lívia nasceu em 30 de janeiro de 59 a.C. (ou 58), filha de Marco Lívio Druso Cláudio com sua esposa Alfídia que era, por sua vez, filha do magistrado Marco Aufídio Lurco. O diminutivo Drusila encontrado junto ao seu nome geralmente indica que ela teria uma irmã mais velha. Marco Lívio Druso Libão, cônsul em 15 a.C., era seu irmão adotivo.
Ela provavelmente foi dada em casamento em 43 a.C. por Marco Lívio para Tibério Cláudio Nero, um sobrinho patrício que estava lutando ao seu lado contra Otaviano na facção dos assassinos de Júlio César. Marco se suicidou na Batalha de Filipos junto com Caio Cássio Longino e Marco Júnio Bruto, o Jovem, mas seu marido continuou lutando contra Otaviano, agora ao lado de Marco Antônio e o irmão, Lúcio Antônio. O primeiro filho de Lívia, o futuro imperador Tibério, nasceu em 42 a.C. e, dois anos depois, a família foi forçada a fugir da Itália para evitar as proscrições de Otaviano. Ele foram primeiro ao encontro de Sexto Pompeu na Sicília e, depois, para a Grécia.

## Esposa de Otaviano (Augusto)
Uma anistia geral foi anunciada e Lívia retornou para Roma onde ela foi pessoalmente apresentada ao antigo inimigo de seu marido. Na época, Lívia já tinha um filho, Tibério, e estava grávida do segundo, Nero Cláudio Druso (também conhecido como "Druso, o Velho"). Diz a lenda que Otaviano se apaixonou imediatamente por ela, apesar de ele ainda estar casado com Escribônia. Ele se divorciou dela no dia em que ela deu à luz Júlia, a Velha. Provavelmente na mesma época, quando Lívia estava grávida de seis meses, Tibério Cláudio Nero foi persuadido (ou forçado) a se divorciar de Lívia. Em 14 de janeiro, nasceu Druso. Augusto e Lívia se casaram três dias depois, dispensando o período de espera tradicional. Tibério Cláudio estava presente na cerimônia e entregou a ex-mulher "como faria qualquer pai".
A importância dos Cláudios para a causa de Nero e sobrevivência política dos Claudii Nerones são explicações mais racionais para a tempestuosa união. Ainda que sejam, Lívia e Otaviano permaneceram juntos pelos próximos cinquenta e um anos, mesmo sem conseguir ter filhos. Ela conseguiu se manter como uma conselheira do marido, pedindo-lhe favores e influenciando suas políticas, um papel muito raro para uma esposa romana numa cultura dominada pelas pater familiae.
Depois da Batalha de Ácio e do suicídio de Marco Antônio em 31 a.C., Otaviano conseguiu remover tudo o que o impedia de tomar o poder e, de 27 a.C., governou como imperador, sob o título honorário de "Augusto", como ficou conhecido daí em diante. Ele e Lívia eram o modelo para as famílias romanas. Apesar da riqueza e do poder, eles continuaram a viver modestamente numa casa no monte Palatino. Lívia estabeleceu o padrão para a matrona nobre romana, vestindo-se sem excessos nas jóias ou nas roupas (que ela costurava), cuidando da casa e do marido, sempre fiel e dedicada. Em 35 a.C., Otaviano concedeu-lhe a honra sem precedentes de poder governar suas próprias finanças e dedicou a ela uma estátua pública. Lívia tinha seu próprio círculo de amigos e colocava seus protegidos em importantes funções políticas, incluindo os avôs dos futuros imperadores Galba e Otão.
Como a única filha de Augusto com   Escribônia) era uma menina (Júlia, Lívia começou a colocar seus próprios filhos, Tibério e Druso, em posições de poder: Druso se tornou um leal general e se casou com a sobrinha favorita de Augusto, Antônia Menor, com quem teve três filhos (Germânico, Lívila e o futuro imperador Cláudio); Tibério se casou com Júlia em 11 a.C., foi adotado por Augusto em 4 d.C. e nomeado seu herdeiro aparente.
Rumores na época davam conta que Lívia conspirava abertamente contra a família de sua enteada e terminou arruinando-a, o que provocou um sentimento geral de compaixão por eles. A história começa quando Marcelo, um sobrinho de Augusto, morreu em 23 a.C., e Lívia supostamente estaria por trás da morte. Depois da morte dos dois filhos mais velhos de Júlia com Marcos Vipsânio Agripa, Caio César e Lúcio César, que Augusto também tinha adotado como filhos e sucessores, haviam morrido, o único varão que restou, Agripa Póstumo, foi adotado, na mesma época que Tibério. Contudo, Agripa foi exilado para uma ilha com a mãe, acusada de adultério, e terminou assassinado. Tácito afirma que Lívia não seria "totalmente inocente" e Dião Cássio também menciona os rumores, mas nem Suetônio, conhecido por espalhar estas histórias e que tinha acesso aos documentos oficiais, os repete. A maior parte dos relatos históricos modernos sobre a vida de Lívia descartam a ideia.
Em algum momento entre 1 e 14 d.C., o marido da neta de Augusto, Júlia, a Jovem (filha de Júlia, a Velha), Paulo, foi executado como conspirador numa revolta e teria sido seu papel na revolta o motivo do exílio de Júlia, a Velha, e não um suposto adultério. Júlia finalmente faleceu em 29 d.C., na mesma ilha para onde havia sido exilada mais de vinte anos antes. Sua filha mais nova, Agripina Maior, se casou com  Germânico, e foi a mãe de Calígula.
Havia também rumores, mencionados por Tácito e Dião Cássio, que Lívia teria provocado a morte de Augusto em 14 d.C. dando-lhe figos envenenados.

## Vida depois de Augusto
Augusto morreu em 14 d.C., sendo deificado pelo Senado romano logo depois. Em seu testamento, ele deixou um terço de suas propriedades para Lívia e o restante para Tibério. No documento, ele também adotou-a na gente Júlia e concedeu-a o título de "augusta". Estas disposições permitiram que Lívia mantivesse seu status e poder depois de sua morte, agora sob o novo nome de "Júlia Augusta".
Por algum tempo, Lívia e o filho imperador, Tibério, parecem ter se dado bem. Falar mal da imperatriz-mãe se tornou traição em 20 d.C. e, quatro anos depois, ele concedeu à mãe um assento no teatro entre as virgens vestais. Lívia detinha um poder extra-oficial, mas muito real em Roma. No final, porém, Tibério se ressentiu do status político da mãe, principalmente por lembrar a todos que quem lhe deu o trono foi ela. No começo de seu reinado, ele vetou o título inédito de mãe da pátria (mater patriae) que o Senado queria conceder-lhe, como também já havia concedido antes a Augusto o título de pai da pátria (pater patriae) (Tibério recusou o título para si também).
Os historiadores Tácito e Dião Cássio retratam uma viúva dominadora que reclamava excessivamente, sempre pronta a interferir nas decisões do filho, sendo os casos mais notáveis o de Urgulânia (avó da primeira esposa de Cláudio, Pláucia Urgulanila), uma mulher que corretamente assumiu que sua amizade com a imperatriz a colocaria acima da lei, e o de Munácia Plancina, suspeita de assassinar Germânico e salva por sua relação com Lívia (Plancina se matou em 33 ao ser novamente acusada do assassinato depois da morte de Lívia). Uma nota de 22 d.C. relata que Júlia Augusta (Lívia) dedicou uma estátua a Augusto no centro de Roma e, na dedicatória, colocou seu nome antes do de Tibério.
Historiadores antigos afirmam que Tibério se mudou para seu retiro em Capri por não conseguir aturá-la. Até 22 a.C., houve, de acordo com Tácito, "uma genuína harmonia entre mãe e filho; ou um ódio bem escondido". Dião Cássio conta que na época de sua ascensão, Tibério já a detestava profundamente. Em 22, ela adoeceu e Tibério correu para a capital para ficar com ela, o que já não aconteceu sete anos depois, quando ela novamente adoeceu e morreu. Ele ficou em Capri alegando estar ocupado com o trabalho e deixou para Calígula a missão de fazer oração funeral. Suetônio acrescenta ainda o seguinte detalhe macabro: "quando ela morreu... após uma espera de diversos, durante os quais ele [Calígula] alimentou a esperança de que ele viesse, [ela foi finalmente] sepultada por que a condição do cadáver fê-lo necessário..." Honras divinas também foram vetadas, sob a desculpa de que estas seriam as condições impostas por ela mesmo. Posteriormente, ele vetou todas as honras que o Senado havia concedido a ela depois da morte e cancelou também a execução de seu testamento.
Somente em 42 d.C., no reinado de seu neto Cláudio que todas as honras foram restauradas e a deificação de Lívia se completou. Ela foi nomeada Diva Augusta e uma carruagem puxada por elefantes levava sua imagem a todos os jogos públicos. Uma estátua dela foi colocada no Templo de Augusto juntamente com a do marido, corridas foram realizadas em sua homenagem e as mulheres deveriam invocá-la em seus juramentos sagrados. Em 410, durante o saque de Roma, suas cinzas foram espalhadas quando o túmulo de Augusto foi saqueado.
Sua Villa ad Gallinas Albas, ao norte de Roma, está atualmente sendo escavada. Seus famosos afrescos com vistas de jardins imaginários podem ser vistos no Museu Nacional de Roma. Foi ali que se encontrou uma das mais famosas imagens de Augusto, o chamado "Augusto de Prima Porta".

## Lívia nas fontes antigas
Ao mesmo tempo que reportam uma miríade de fofocas repulsivas, as fontes antigas geralmente retratam Lívia (Júlia Augusta) como uma mulher orgulhosa e de qualidades reais, fiel ao marido imperador, de quem era uma valiosa consorte, sempre preparada e digna. Com uma habilidade indiscutível, ela representou bem os papéis de consorte, mãe e viúva. Dião Cássio preservou duas frases suas: "Uma vez, quando alguns homens nus cruzaram seu caminho e estavam para ser executados por isso, ela salvou-lhes a vida dizendo que para uma mulher casta, homens assim não eram diferentes de estátuas. Quando alguém lhe perguntou como ela havia conseguido tamanha influência sobre Augusto, ela respondeu que foi sendo escrupulosamente casta, realizando com alegria o que fosse para agradá-lo, não se meter nos seus assuntos e, em particular, fingindo não ouvir ou perceber as favoritas de sua paixão".
Com o tempo, porém, e com a viuvez, uma soberba, um indisfarçável desejo de poder e as armadilhas do status público cada vez mais se acentuaram. Lívia tinha sido sempre a principal beneficiária do clima de adulação que Augusto tanto fizera para criar e que Tibério tanto desprezava ("um forte desprezo pelas honras", Tácito, Anais, 4.37). Em 24 d.C., tipicamente, sempre que ela ia ao teatro, o assento entre as virgens vestais estava reservado para ela (Anais 4.16), mas é possível que isso fosse uma honra maior para as vestais do que para ela.
Nos "Anais", de Tácito, Lívia é representada como tendo grande influência, a ponto de "ter o idoso Augusto firmemente sob controle — tanto que ele exilou seu único neto ainda vivo para a ilha de Planásia".
A imagem de Lívia aparece em diversos meios antigos, como moedas e retratos. Ela foi a primeira mulher a aparecer em moedas provinciais em 16 a.C. e seus retratos podem ser cronologicamente identificados, de forma parcial, pela progressão do seus penteados, que eram mais do que apenas seguir a moda da época: ao representá-la com tantos detalhes contemporâneos passagem uma mensagem política da mulher romana ideal. A imagem de Lívia evoluiu nos diferentes retratos que sublinham o efeito dela na propaganda imperial que ajudava a reduzir a distância entre seu papel de esposa do imperador Augusto e o de mãe de outro, Tibério. Mais do que uma "bela mulher", nas fontes antigas Lívia serve como imagem pública da idealização das qualidades femininas romanas, uma figura maternal e, no fim, uma representação divina que alude às suas virtudes. O poder de Lívia de simbolizar a renovação da república através das virtudes femininas da piedade e da concórdia em aparições públicas teve um efeito dramático nas representações das futuras mulheres de imperadores como ideais, honradas mães e esposas de Roma.

## Descendentes

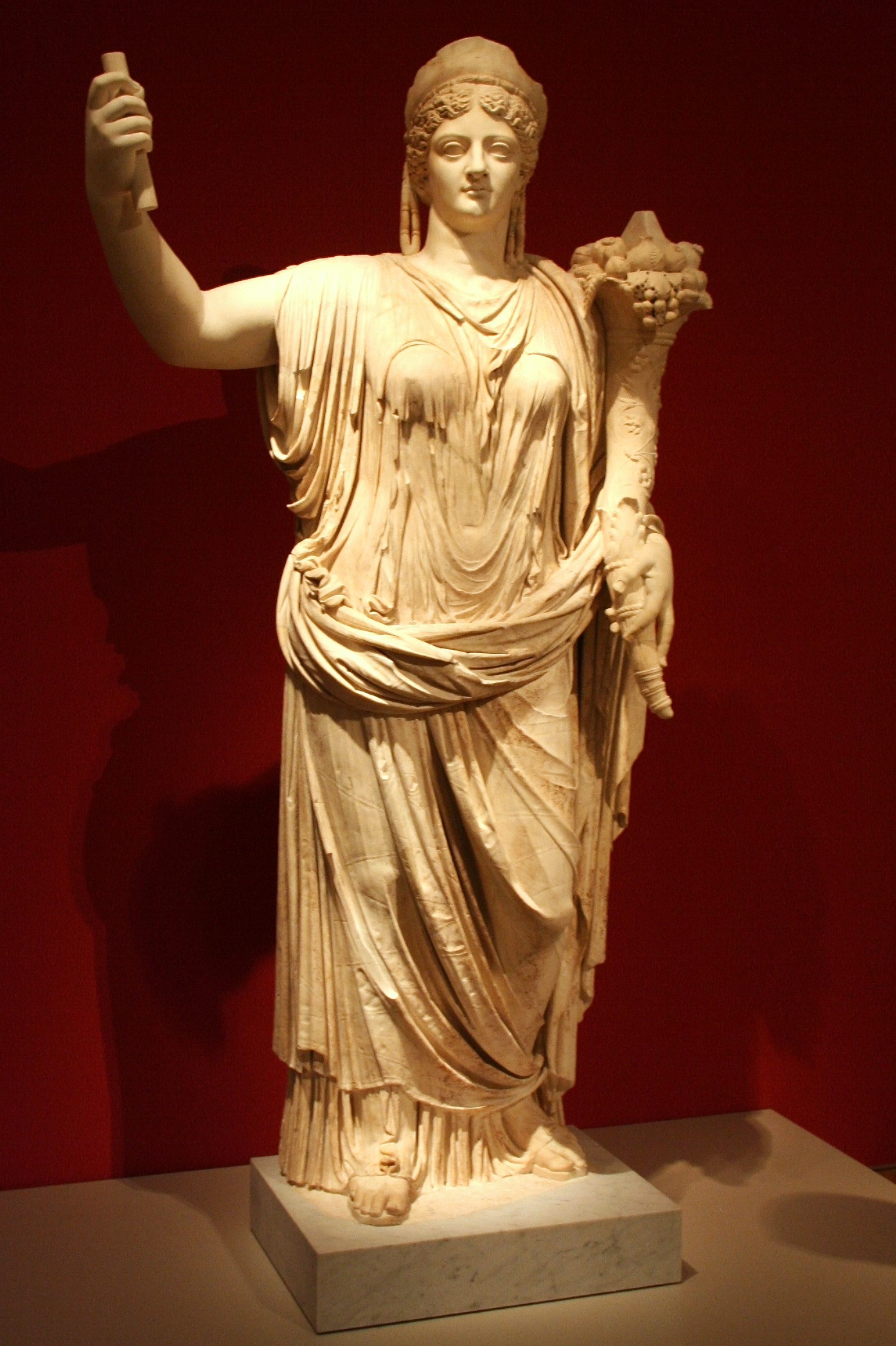
Lívia Drusila deificada com a cornucópia, símbolo da fartura.

Embora seu casamento com Augusto tenha produzido apenas uma gravidez, que terminou num aborto natural, através de seus dois filhos do primeiro marido, Tibério e Druso, ela é ascendente direta de todos os imperadores Dinastia júlio-claudiana e também de quase toda a família. A linhagem possivelmente continuou por pelo menos um século depois da queda dos júlio-claudianos através do filho e neto da trineta de Lívia, Rubélia Bassa (vide abaixo); porém, não se sabe se a linhagem continuou ou se foi extinta.
| 1. Tibério, 42 a.C. – 37 d.C., teve dois filhos A. Druso Júlio César, 13 a.C. – 23 d.C., teve três filhos I. Júlia, 5 – 43, teve quatro filhos a. Caio Rubélio Plauto, 33–62, teve diversos filhos b. Rubélia Bassa, nascida entre 33 e 38, teve pelo menos um filho i. Otávio Lenas (?), que teve pelo menos um filho i. Sérgio Otávio Lenas Ponciano (é possível também que ele seja filho de Rubélia Bassa). II. Tibério Júlio César Nero Gêmelo, 19 – 37 ou 38, morreu sem filhos III. Tibério Cláudio César Germânico II Gêmelo, 19–23, morreu jovem B. Tiberilo, morreu jovem | 2. Druso 38 a.C. – 9 d.C., teve três filhos A. Germânico, 16 ou 15 a.C. – 19 d.C., teve seis filhos I. Nero César, 6–30, morreu sem filhos II. Druso César, 7–33, morreu sem filhos III. Calígula, 12–41, teve um filho a. Júlia Drusila, 39–41, morreu jovem IV. Agripina, a Jovem, 15–59, teve um filho a. Nero, 37–68, teve um filho i. Cláudia Augusta, janeiro de 63 – abril de 63, morreu jovem V. Júlia Drusila, 16–38, morreu sem filhos VI. Júlia Lívila, 18–42, morreu sem filhos B. Lívila, 13 a.C. – 31 d.C., teve três filhos I. Veja filhos de Druso Júlio César listados acima C. Cláudio, 10 a.C. – 54 d.C., teve quatro filhos I. Cláudio Druso, morreu jovem II. Cláudia Antônia, c. 30 – 66, teve um filho a. Um filho, morreu jovem III. Cláudia Otávia, 39 ou 40 – 62, morreu sem filhos IV. Tibério Cláudio César Britânico, 41–55, morreu sem filhos |  |

## Na cultura popular

### Televisão e filmes
- Na série de televisão da ITV The Ceasars de 1968, Livia foi interpretada por Sonia Dresdel.
- Na série de televisão da BBC I, Claudius de 1976, Livia foi interpretada por Siân Phillips, um papel que lhe rendeu o BAFTA de melhor atriz em cinema.
- No filme para televisão Imperium: Augustus de 2003, ela foi interpretada por Charlotte Rampling.
- Na série de televisão da HBO Rome de 2007, ela foi interpretada por Alice Henley.
- Na série de televisão da Sky Atlantic de 2021 Domina, Livia foi interpretada por três atrizes: quando criança, por Meadow Nobrega, quando adolescente, por Nadia Parkes, e quando adulta, por Kasia Smutniak.